# Physospermum cornubiense
Physospermum cornubiense är en flockblommig växtart som först beskrevs av Carl von Linné, och fick sitt nu gällande namn av Dc. Physospermum cornubiense ingår i släktet Physospermum och familjen flockblommiga växter. Arten förekommer tillfälligt i Sverige, men reproducerar sig inte.